# Новые Решёты
Новые Решёты — посёлок в Кочковском районе Новосибирской области России. Административный центр Новорешетовского сельсовета.

## География
Площадь посёлка — 163 гектара.

## История
Основан в 1910 году. В 1928 году состоял из 125 хозяйств. В административном отношении являлся центром Новорешётовского сельсовета Кочковского района Каменского округа Сибирского края.

## Население
| 2002 | 2007 | 2010 |
| ---- | ---- | ---- |
| 643  | ↗716 | ↘558 |

По переписи 1926 г. в поселке проживало 623 человека, в том числе 306 мужчин и 317 женщин. Основное население — украинцы.

## Инфраструктура
В посёлке по данным на 2007 год функционируют 1 учреждение здравоохранения и 2 учреждения образования.